# Braux, Aube

Braux este o comună în departamentul Aube din nord-estul Franței. În 1 ianuarie 2022 avea o populație de 113 de locuitori.